# Sancti Spíritus (Cuba)
Sancti Spíritus es una ciudad y un municipio de Cuba ubicada en la zona central de la isla, y capital de la provincia del mismo nombre. El gentilicio que corresponde a sus habitantes es espirituanas / espirituanos; y también yayaberas / yayaberos, por el río Yayabo, el cual cruza el interior de la ciudad. Sancti Spíritus es el caso genitivo del latín Sanctus Spiritus (‘Espíritu Santo’).

## Historia

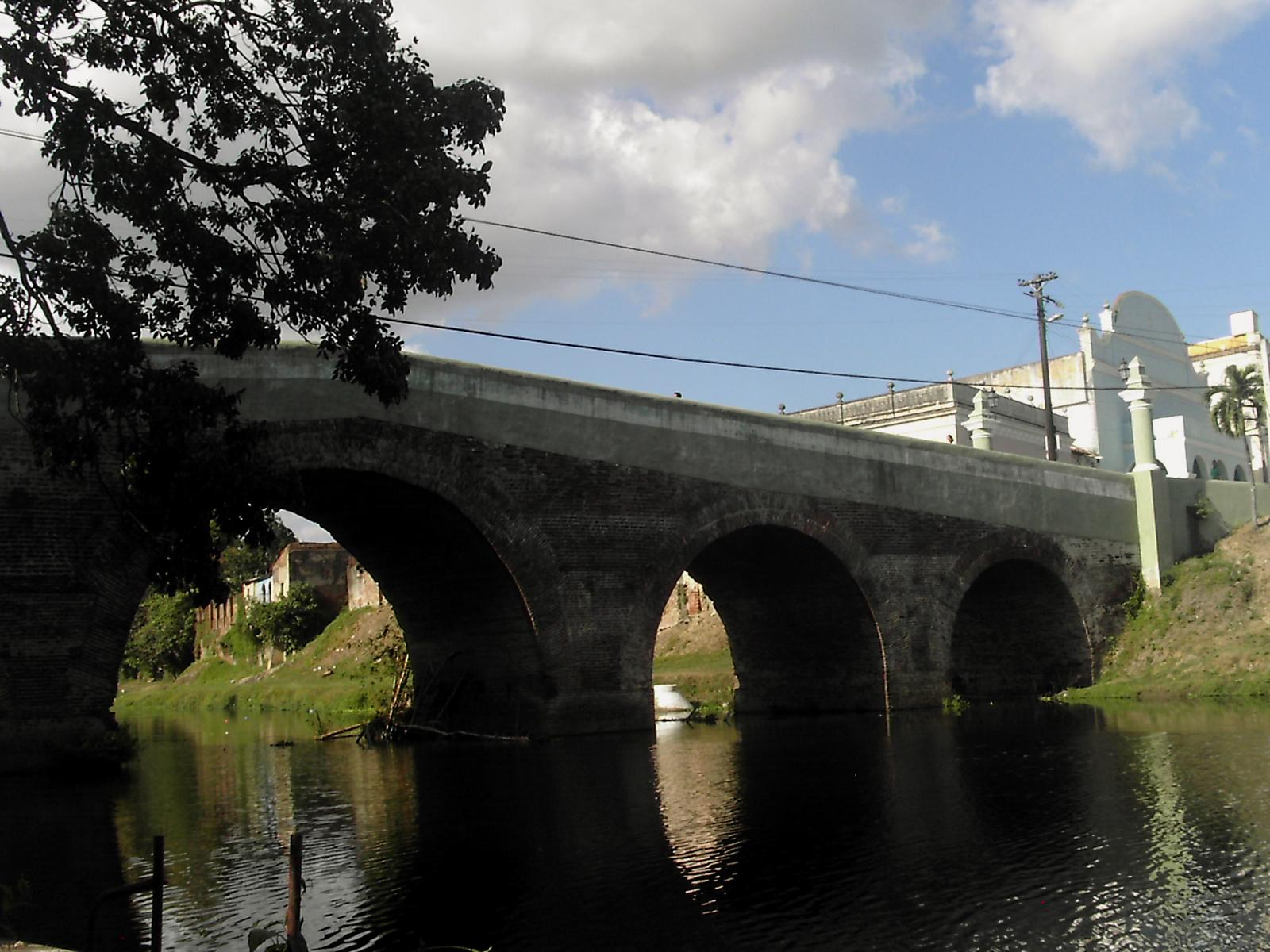
Puente sobre el Río Yayabo.

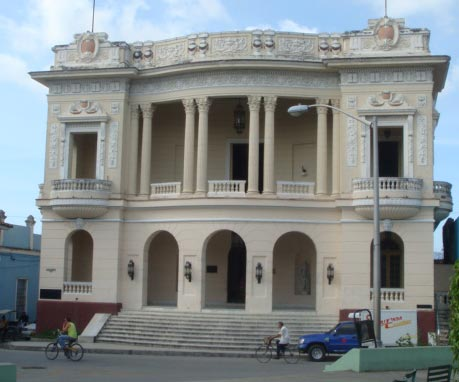
Biblioteca Provincial.

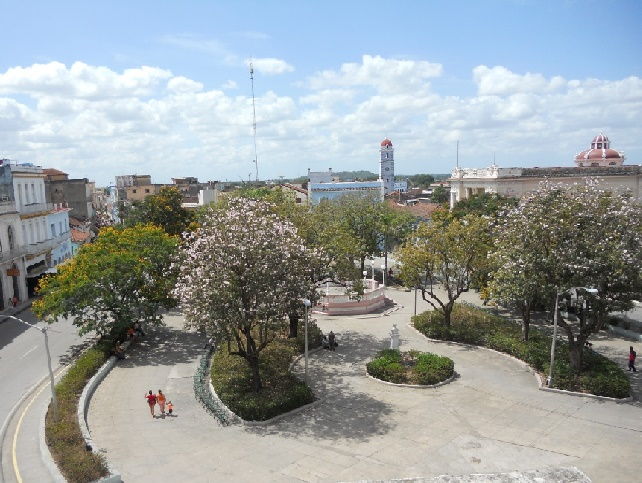
Vista superior del parque de Sancti Spiritus antes de su reconstrucción capital en 2013.

Fue fundada el 4 de junio de 1514 por Diego Velázquez de Cuéllar a orillas del río Tuinucú en la actualmente llamada localidad de Pueblo Viejo, a unos 8 kilómetros de su ubicación presente, y en 1522 fue trasladada hacia su sede actual a orillas del río Yayabo. Fue el punto de partida de la conquista española del Yucatán. 
Francisco Iznaga, rico propietario vasco asentado en la región oriental de Cuba durante los primeros decenios de la colonización de la isla y que fue elegido en 1540 regidor de la villa de Bayamo (fundada en 1513 por Diego Velázquez) dio origen a un linaje que se asentó finalmente en Trinidad y en Sancti Spíritus, en el centro sur de la isla. Sus descendientes defendieron la causa autonomista y la anexión a los Estados Unidos en las décadas centrales del siglo XIX. 
En la segunda mitad de dicho siglo existieron varios grupos de conspiradores por la independencia de Cuba en la región. Entre ellos, destaca notablemente Serafín Sánchez (1846-1896). La región y su ciudad capital se vieron involucradas de lleno en las guerras de independencia entre 1868 y 1898. 
A lo largo de los siglos XIX y XX, esta región fue muy importante para el cultivo de la caña de azúcar, principal fuente económica del país.
En 1981 se construyó aquí un aeropuerto.

## Geografía
Sancti Spíritus está ubicada en la zona central de Cuba a orillas del Río Yayabo.
- Altitud: 51 m s. n. m.
- Coord. geográficas: 21°55′47″N 79°26′33″O / 21.92972, -79.44250

## Economía
La principal actividad de la región es la industria azucarera y el cultivo de caña de azúcar, y en segundo lugar la actividad pecuaria. En su condición de capital provincial la ciudad tiene una considerable actividad de servicios. Es un importante centro turístico.

## Turismo
La ciudad conserva un centro histórico con edificaciones de los siglos XVIII y XIX, entre los que se destaca la Parroquial Mayor, construida en 1680 y el puente sobre el río Yayabo, único en Cuba proveniente de la época colonial, declarado Monumento Nacional. Se destacan los museos de Arte Colonial, Provincial de Historia, el de Historia Natural y La Casa de La Guayabera.

## Museo de Arte Colonial
La villa espirituana vio erguirse en la segunda mitad del siglo XVIII una majestuosa edificación, la primera de dos plantas y con más de un centenar de puertas y ventanas. Sometidas a varias transformaciones por sus antiguos dueños, la familia Valle Iznaga, responde hoy a las características arquitectónicas del siglo XIX. 
Predominan techos de gruesas vigas de madera preciosa, persianaje francés, vitrales de medio punto, lucetas multicolores y hermosos patios en correspondencia con las historias que giran alrededor de la casa.
Sus amplios salones muestran una casa ambientada al gusto de la alta burguesía del siglo XIX.
Armonizados por numerosos muebles de tipo medallón trabajados con maderas preciosas cubanas (cedro y caoba); exponentes de las Artes Decorativas de variadas manufacturas Sévres, Limonges, Sarregueminez, Maissen, Dresde, Capodimonte, Mintons, entre otras. Obras del afamado grabador suizo, Leopold Luis Robert. Jerarquizan estos salones voluminosas consolas Napoleón III laminadas en oro y estilizadas lámparas francesas de cristal bacarát.
Francisco Iznaga  fue un rico propietario vasco asentado en la región oriental de Cuba durante los primeros decenios de la colonización de la isla. Fue elegido regidor de la villa de Bayamo en 1540 -fundada en 1513 por Diego Velázquez. 
Iznaga fue origen de un poderoso linaje que se asentó finalmente en Trinidad y en Sancti Spíritus, en el centro sur de la isla. Sus descendientes defendieron la causa autonomista y la anexión a los Estados Unidos en las décadas centrales del siglo XIX.

## Personas notables
Carlos Gómez